# Heiligenroth
Heiligenroth là một đô thị trong huyện Westerwald bang Rheinland-Pfalz thuộc nước Đức. Đô thị Heiligenroth có diện tích 6,01 km², dân số là người (31/12/2006).